# Dong Cheng
Dong Cheng (? - fin janvier 200) est un général des Han, frère de l'impératrice Dong et oncle de l’empereur Xian. En tant que Général des Gardes, il vint secourir l’empereur Xian lorsque ce dernier fut entouré par les forces de Guo Si dans sa procession vers Luoyang. Par après, il escorta l’empereur jusqu’à la ville dévastée de Luoyang et proposa de quitter la capitale pour s’établir à l’est des Montagnes de Huashan. Une fois l’empereur sécurisé, Dong Cheng reçut un titre seigneurial de premier rang.
Plus tard, en l’an 199, alors général des Chars et de la Cavalerie, il reçut de l’empereur une ceinture de jade dans laquelle se cacha un décret impérial mandatant l’assassinat de Cao Cao. Il réussit à rallier Ma Teng et Liu Bei à sa cause, mais le complot fut dévoilé à Cao Cao par l’un de ses serviteurs en l’an 200. Par conséquent, il fut mis à mort par ce dernier avec sa famille.

## Informations complémentaires

### Autres articles
- Chroniques des Trois Royaumes
- Dynastie Han